# Roslagens Sparbank

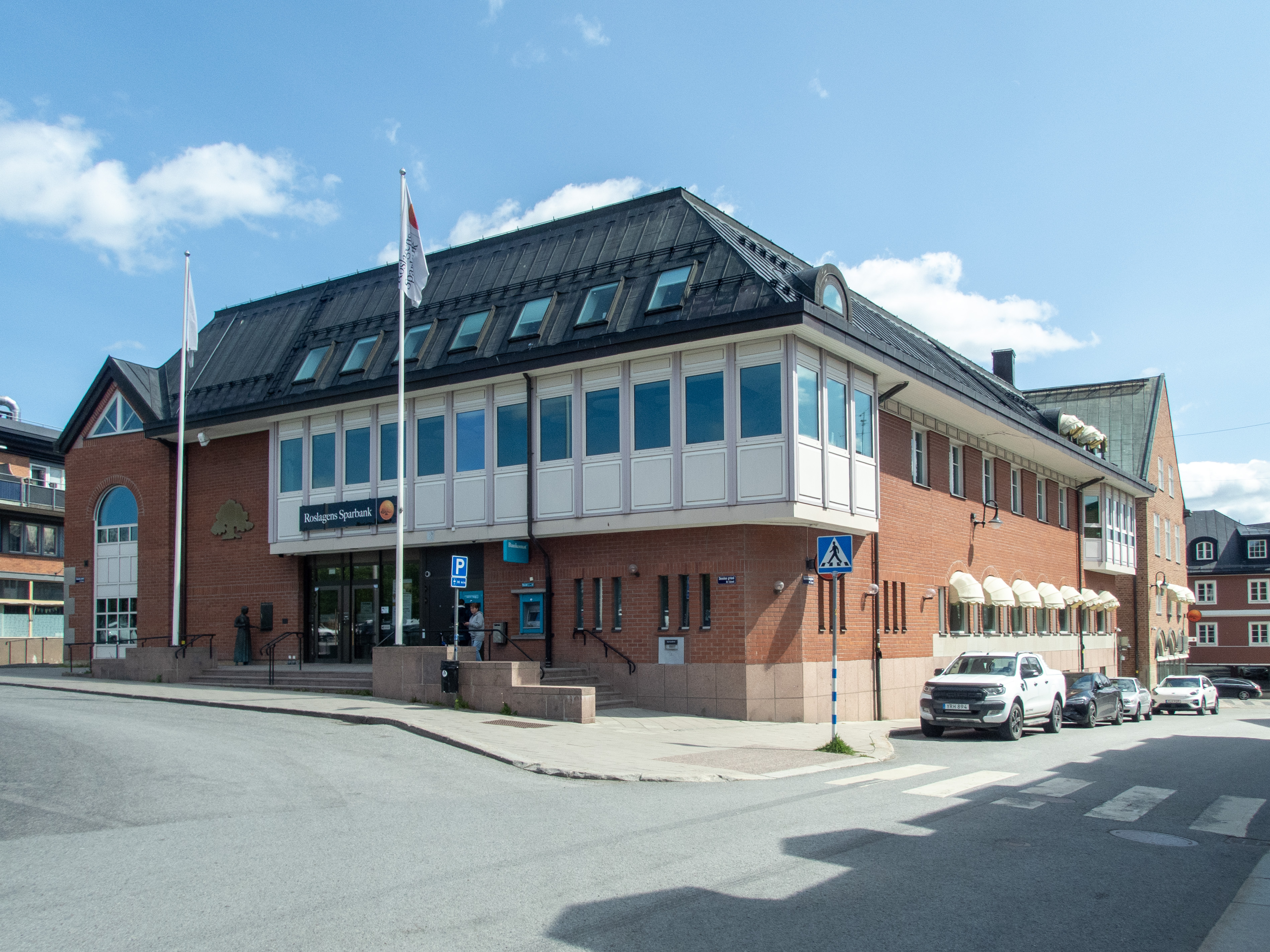
Roslagens sparbank i Norrtälje

Roslagens Sparbank är en sparbank med verksamhet i Norrtälje kommun. Banken grundades den 2 juli 1859 under namnet Norrtälje stads och omgivnings sparbank. 
Roslagens Sparbank är formellt fristående, men genom samarbetsavtal står man Swedbank nära.

## Bankhus

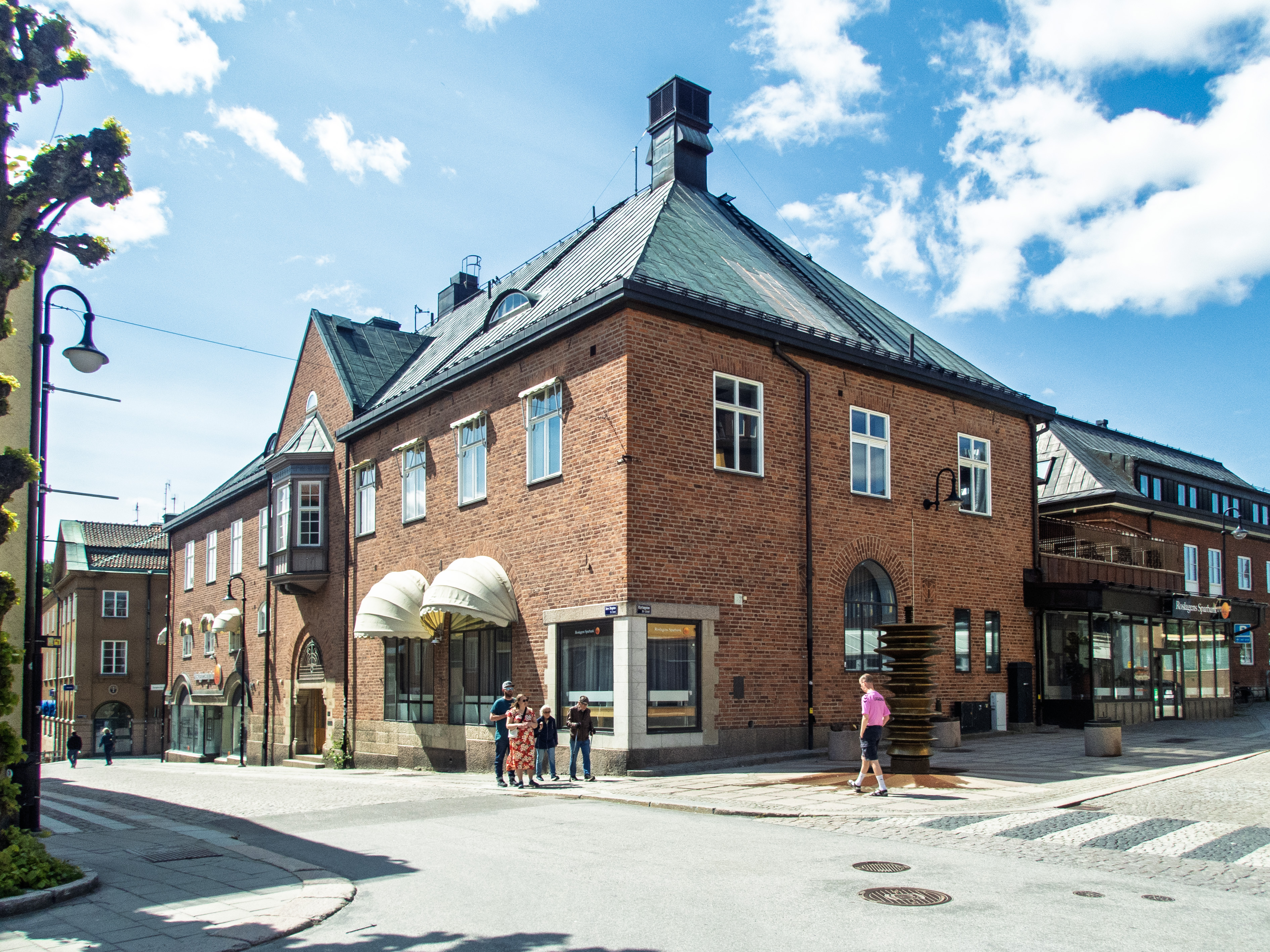
Bankhuset från 1915, till höger skymtar Eglers tillbyggnad.

Bankens första lokaler låg i Kronohäktet i Norrtälje, och från 1880 hyrde man lokaler i det så kallade Gevärsfaktoriet, ett stenhus vid Hantverkaregatan. År 1885–1914 hyrde banken lokaler av Upplandsbanken i kvarteret Pan mindre 1, Kyrkogatan 11. Därefter disponerades vänstra flygeln av hörnhuset Kyrkogatan–Stora Brogatan.
År 1913–15 uppfördes ett nytt bankhus, ritat av arkitekterna Ture Stenberg och Victor Holmgren efter en arkitekttävling. Byggnaden är i tre våningar med tegelfasader, burspråk och hög sockel av granit och sandsten. Portomfattningen är rikt skulpterad med stadsvapen i kalksten och huset har svart plåttak.
En tillbyggnad mot Kyrkogatan skedde åren 1964–65, ritad av Eglers stadsplanebyrå. Denna tvåvåningsdel i rött tegel med platt tak fortsätter byggnadens stil med rundbågiga fönster och överljus från takkupoler.
1987 restes ett nytt bankhus mot Danskes gränd. Arkitekt var L-G Johnsson vid SAC Arkitektkontor (Sparbankernas arkitektkontor).